# تنگه شاهین

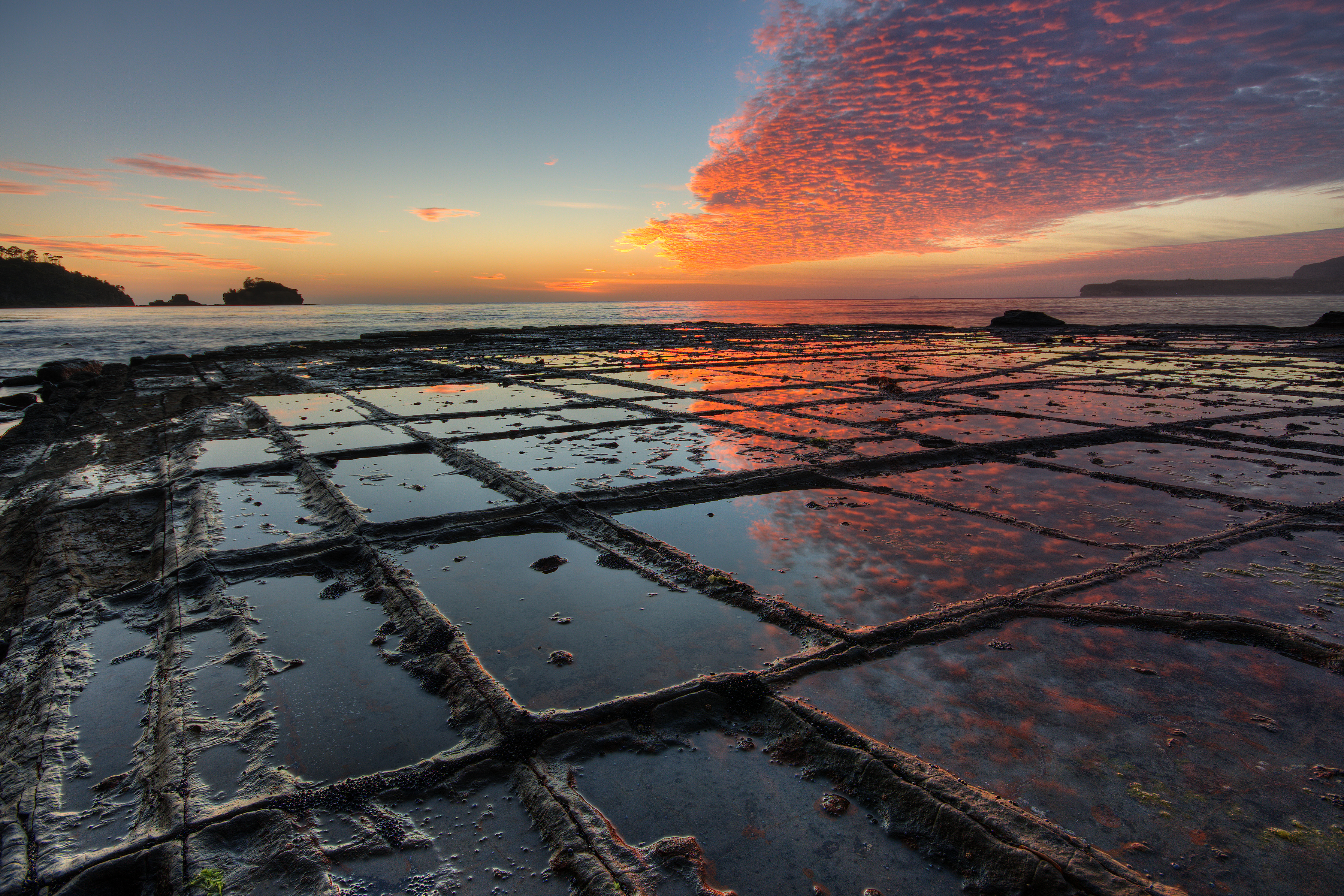

تنگه شاهین (به انگلیسی:Eaglehawk Neck) که به گردن شاهین نیز معروف است یکی از مکان‌های دیدنی استرالیا است. این آبراهه، شبه جزیره تاسمان را به تاسمانی متصل می‌کند و طولی حدود ۴۰۰ متر دارد و پهنای آن در باریک‌ترین نقطه به ۳۰ متر می‌رسد.
فرسایش زمین در تنگه شاهین شکل منظمی دارد و همهٔ مستطیل‌های کف زمین حاصل فرسایش آبی است. تنگه شاهین در اوایل قرن ۱۹ یکی از ترسناک‌ترین زندان‌های استرالیا بود. مارتین کش یکی از معروف‌ترین زندانیانی بود که توانست دو بار از این زندان فرار کند.
در سال ۱۹۹۶ قتل‌عام وحشتناکی در این منطقه اتفاق افتاد و تنگه شاهین به سرزمین شکنجه و مرگ شناخته شد اما در حال حاضر زندان تنگه شاهین به موزه تبدیل شده‌است.